# Baudouin III de Jérusalem
Pour les articles homonymes, voir Baudouin III.
Baudouin III de Jérusalem (1131 - † 10 février 1162 à Beyrouth), fils de Foulques V d'Anjou et de Mélisende de Jérusalem, est roi de Jérusalem de 1143 à 1162.
Malgré un début de règne difficile (perte de la ville d'Édesse, échec de la seconde croisade), suivi ensuite de l'unification de la Syrie musulmane, il résiste à la poussée zengide, obligeant parfois Nur ad-Din à la défensive, et conclut une alliance avec Byzance, donnant aux établissements croisés en Orient les moyens de résister à la contre-offensive islamique.

## Biographie

### Minorité
Son père meurt d’une chute de cheval le 10 novembre 1143 et Baudouin, son fils aîné, est proclamé roi à l’âge de treize ans sous la régence de sa mère. Dès son avènement, il accompagne l’ost royal dans une expédition contre les Bédouins qui ont pris le château de Val-Moyse et massacré sa garnison. Mais la mort de son père suivi d’une régence affaiblit le royaume et Zengi, atabeg de Mossoul et d’Alep profite de cet état de fait, de l’esprit brouillon de Josselin II de Courtenay, comte d’Édesse, et de l’inimitié de ce dernier avec Raymond de Poitiers, prince d’Antioche pour lui prendre Édesse, le 23 décembre 1144.
La régente continue la politique de Foulque qui consiste à rester allié avec Damas contre Zengi et son fils Nur ad-Din. De son côté, le ministre Mu’in ad-Din Unur, régent de l’émirat de Damas, a la même intention politique. Mais Altûtâsh, émir de Hauran, se brouille avec Mu’in ad-Din Unur et demande la protection des Francs, ce qui rompt l’harmonie franco damascène en juin 1147. Les négociations avec Damas échouent et les Francs envoient une expédition à laquelle participe le roi Baudouin III. Mais l’armée est battue par les armées de Nur ad-Din et d’Unur. La vaillance de Baudouin, qui n’a que seize ans, redonne du courage aux soldats et permet à l’armée de rentrer sans trop de pertes.
La prise d’Édesse a entraîné de nouvelles prédications en Europe et barons français et germaniques se lancent dans une seconde croisade. L’armée allemande est défaite par les Seldjoukides en Anatolie, mais les forces françaises arrivent à Antioche, mais le roi Louis VII de France se brouille avec Raymond de Poitiers, prince d’Antioche et refuse de s’attaquer à Nur ad-Din, bien que l’objectif de la croisade soit la reprise d’Édesse. Il se rend à Jérusalem et les croisés et les barons décident d’assiéger Damas en juillet 1148. L'expédition est un échec et les croisés repartent en Europe.
Peu après le départ des croisés, Nur ad-Din lance une offensive contre la principauté d’Antioche, bat son armée à la bataille d'Inab, le 29 juin 1149, au cours de laquelle est tué le prince d'Antioche, Raymond de Poitiers. Le patriarche latin de la ville, Aimery de Limoges, assure la défense de la ville et donne ainsi à Baudouin III le temps suffisant pour arriver de Jérusalem avec son armée et obliger l’atabeg d’Alep à lever le siège et quitter la principauté. Puis Nur ad-Din se retourne contre les restes du comté d'Édesse et notamment Turbessel qu’il assiège, et une fois encore la venue de Baudouin l’oblige à lever le siège (octobre 1149). Mais après son départ, le comte Josselin II d’Édesse est capturé et sa femme, ne pouvant assurer seule la défense de Turbessel, cède la place forte aux Byzantins qui se révèlent incapable de la défendre contre les Turcs qui s’en emparent en 1150. L’intervention de Baudouin III a toutefois empêché la principauté d’Antioche de tomber entièrement aux mains de Nur ad-Dîn.

### La prise de pouvoir
La majorité de Baudouin III approche en 1152, mais la régente Mélisende ne semble pas encline à céder son pouvoir. Le couronnement est prévu le 30 mars 1152, et Mélisende compte être couronnée aux côtés de son fils, mais Baudouin se présente seul à la cérémonie et le clergé, pourtant favorable à Mélisende, ne peut refuser le couronnement. Baudouin III a pour lui le soutien des barons francs, ainsi que la légitimité que lui assurent les lois du royaume. Soutenu par Onfroy II de Toron qu’il nomme connétable et par d’autres barons, Baudouin réclame à sa mère les villes de Jérusalem et de Samarie comme indispensables à la défense du royaume. Mélisende refuse de céder, et Baudouin marche immédiatement sur Mirabel, possession de Manassès de Hierges, le principal soutien de la reine mère, qu’il soumet. Puis il se rend à Jérusalem et doit prendre d’assaut la Tour de David, dont le châtelain, Rohard, est un fidèle soutien de Mélisende et dans laquelle elle s’est retranchée. Mélisende, vaincue, se retire dans son fief de Samarie.

### Règne effectif
Il commence par intervenir à Tripoli où il tente de réconcilier le comte Raymond II de Tripoli avec son épouse Hodierne de Jérusalem, sur le point de se séparer et menaçant le comté de Tripoli de guerre civile. Une réconciliation s’ébauche, quand le comte est assassiné par deux Nizarites, en 1152, laissant le comté à son fils Raymond III âgé de douze ans, sous la régence de Baudouin III. Il tente également de régler la succession de la principauté d’Antioche, sans prince depuis la mort de Raymond de Poitiers, mais ne parvient pas à contraindre la princesse Constance d’Antioche à se remarier, et celle-ci finit par s’éprendre de Renaud de Châtillon. Mais ce dernier se révèle très rapidement être un aventurier, entre en conflit avec Aimery de Limoges, patriarche d’Antioche, et oblige Baudouin à intervenir pour ramener la paix dans la principauté.
Au sud, Baudouin fait reconstruire Gaza et renégocie une alliance avec Damas. Une expédition ortoqide contre Jérusalem est repoussée en novembre 1152. Pendant ce temps, la situation politique intérieure de l’Égypte fatimide se dégrade. Baudouin se décide à entrer en campagne et met le siège devant Ascalon le 25 janvier 1153. Malgré les tentatives fatimides et zengides pour défendre la ville, celle-ci est prise le 19 octobre 1153. De son côté, Mujir ad-Din Abaq, atabeg de Damas, avait réussi à contrer l’armée envoyée au secours de la ville. Mais l’alliance entre les Francs et Damas tourne au protectorat des premiers sur les seconds et Nur ad-Din profite du mécontentement du peuple damascène pour susciter des mouvements séditieux et finit par s’emparer de Damas le 25 avril 1154 : toute la Syrie musulmane se trouve alors unifiée sous le contrôle d'un homme fort, qui pouvait alors se consacrer à la reconquête de la Syrie franque.
En février 1157, une razzia des Francs à l’encontre de bergers turcomans incite Nur ad-Din à attaquer et à prendre la ville de Panéas le 26 avril 1157, sans réussir à s’emparer de la citadelle défendue par Onfroy de Toron. Baudouin III arrive ensuite avec l’ost et oblige Nur ad-Din à se retirer. Nur ad-Din retente la prise de la ville en juin, mais est de nouveau mis en échec. En octobre Nur ad-Din tombe gravement malade, et Baudouin III en profite pour prendre Shaizar, mais la mésentente entre Renaud de Châtillon et Thierry d’Alsace, comte de Flandre et venu en croisade, empêche la création d’un nouvel état latin outre Oronte, et oblige Baudouin III à évacuer la région de Shaizar, faute de disposer d’une armée suffisante pour la défendre, mais Harrim est prise en janvier 1158. Il bat également l’armée de Nur ad-Din le 15 juillet 1158 à Puthaha.

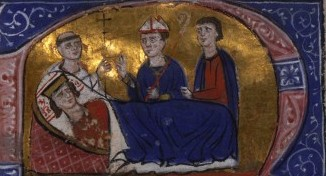
Mort de Baudouin III, enluminure du XIIIe siècle.

Comprenant que les Francs et l’arrivée des croisés ne peuvent suffire à défendre le royaume de Jérusalem, Baudouin III envoie des ambassades à Byzance, entame des négociations et épouse en septembre 1158 Théodora Comnène, nièce de Manuel Ier.
Manuel Comnène entreprend ensuite une campagne en Cilicie en octobre 1158 où il défait le prince Thoros II et soumet les Arméniens, puis se retourne contre la principauté d'Antioche et Renaud de Châtillon, coupable de piraterie et du pillage de l'île de Chypre. Renaud de Châtillon est obligé de s’humilier devant le byzantin et de reconnaître sa suzeraineté et Manuel fait une entrée triomphale à Antioche le 12 avril 1159. Baudouin III en profite pour rendre visite à Manuel qui l’accueille amicalement. Une campagne commune est menée contre Alep, mais la mésentente s’installe entre les deux armées et Manuel conclut une paix séparée avec Nur ad-Din à la fin du mois de mai 1159, se retourne contre les Seldjoukides de Rum dont il obtient l’allégeance.
De son côté, Baudouin lance plusieurs incursions dans le Hauran. Renaud de Châtillon est capturé le 23 novembre 1160 et, bien que la princesse Constance fait appel aux Byzantins, Baudouin III intervient et devient régent de la principauté au nom du prince Bohémond III.
Baudouin III meurt à Beyrouth le 10 février 1162, probablement empoisonné par le médecin tripolitain Barak. Comme il n’a pas d’enfants, son frère Amaury Ier lui succède. Sa veuve Théodora reçoit Saint-Jean-d’Acre en douaire.